# Bronco (banda)
Bronco es una banda de música regional mexicana especializada en el estilo grupero y famosa por sus baladas, cumbias y rancheras. Sus miembros son originarios de Apodaca, Nuevo León. El grupo ha lanzado hasta la actualidad más de 21 álbumes.

## Carrera

### Inicios
Bronco es el nombre del grupo con el que José Guadalupe Esparza se inició en la música al lado de sus amigos de secundaria. «Siempre me he inclinado por los nombres de indios y aunque con ese grupo nunca tocamos profesionalmente, nos sirvió para aprender a tocar con cajas de cartón», recuerda Esparza sobre sus inicios. Posteriormente a Esparza se unió Javier, Salvador y Erik quienes grabaron el tema “Nunca me faltes”. 
El grupo quedó finalmente conformado por Javier en la guitarra, Choche en el bajo, Salvador en la batería, Erik en los teclados y Guadalupe en primera voz y percusiones. En ese entonces interpretaban música chicana, un ritmo muy parecido a la norteña, en la cual se emplea el órgano en lugar de acordeón y era una corriente musical muy de moda en esa época, también interpretaban cumbias y baladas.

### Nacimiento de “Bronco”
Originalmente se hacían llamar Los Broncos de Apodaca, ya que se acostumbraba incluir el estado o región de donde provenían y finalmente quedó Bronco. Su primer trabajo profesional fue en Agua Fría, un poblado muy cerca a la cabecera municipal de Apodaca, Nuevo León.
Grabaron un sencillo "Quiero decirte" en el lado A y “Grande de Cadera” en el B. Su primer álbum completo lo grabaron para la disquera Fama, incluía el tema "Quiero decirte", la única producción donde intervino Manuel Caballero como baterista. 
Guadalupe tomó el lugar de Caballero como cantante y baterista, pero por poco tiempo. 
El tema “Sergio el Bailador” de Guadalupe Esparza se convirtió en un éxito radial. Sin embargo de esa misma producción sobresalieron temas como “Pilar de Cantina” y “Maldito Corazón”. Recibiendo en Chicago, Illinois disco de oro por las altas ventas. Por problemas de salud y para dedicarse a sus negocios familiares Erik abandonó la agrupación. Su lugar lo ocupó Ramiro Delgado, integrante de otra agrupación Los Cazadores, y amigo de Homero Hernández.
La primera participación de Ramiro Delgado se dio el 22 de septiembre con el lanzamiento al mercado del álbum Bronco super Bronco, el primer sencillo fue “La Rompidita” y sobresalieron los temas “Lo tengo decidido”, “No nos vamos a olvidar”, “Romántico”, entre otros. Aprovechando su éxito su compañía anterior Disa lanzaron un álbum de éxitos titulado Pura Sangre. Un accidente sucedió en la Fama Nuevo León durante uno de los conciertos de la banda, donde fallecieron cerca de siete jóvenes y hubo cientos de seguidores heridos. Como un homenaje a las personas fallecidas, Lupe compuso el tema “Cumbia Triste”.

### Desintegración
En 1997 la banda se desintegró. El último trabajo discográfico fue La Última Huella, donde se incluían los temas “Adiós” de la inspiración de Guadalupe Esparza, otros temas que sobresalieron fueron “Adiós (Cuatro corazones)”, “Quién pierde más” y “Bailando con Pony Choche”. Se les dedicó un especial de despedida en el programa Siempre en domingo en 1997. En el 2003, agrupación se reunió con el nombre de El Gigante de América, lanzando su primer álbum Siempre arriba y un sencillo homónimo.

### 2007
En el 2007 se lanzó un álbum de canciones de la banda interpretadas por otras del rock mexicano como Panda, División Minúscula, Tolidos y Kinky, entre otros, llamado “Tributo al más grande"  por Class rock. Grabaron el álbum “Mas broncos que nunca” el cual contaba con doce canciones, seis de la autoría de Esparza. Musicalmente integra género regional mexicano. La lista de canciones incluyó  “No Puedo Ser”, “Chocheman”, “Casa de Vidrio”, “Amame”, “Llévatelo”, “Señor Locutor”, “Ladrón”, “Cruz de olvido”, “El Caballo y La Paloma”, “La Cumbia del Campeón”, “Amor y Deseo” y “Canto a Bolivia”.
El primer sencillo de su nueva producción titulado Chocheman fue un tema de corte tropical-infantil. Original de Esparza, Chocheman es un superhéroe mexicano cuya misión es defender a la gente, a los inmigrantes en Estados Unidos del muro. La canción "La cumbia del campeón" integró la banda sonora documental dirigido por Diego Luna sobre la vida del boxeador Julio César Chávez. Realizan una gira musical por España, Paraguay y Argentina.

### 2009
“El Mundo no se detiene” es el sexto álbum como El Gigante de América. Incluye cinco temas de Esparza, "El Negro", incluido “De que te quiero, te quiero” tema que eligieron sus seguidores por medio de votación en su página oficial de internet para realizar su próximo video, así como “Cristo te amo”, “4 penas”, “Corazón derrotado” y “Mi vida es tu amor”, y "Los cantantes".

### 2010
En marzo tuvo lugar su presentación anual en Monterrey dónde a finales del mismo lanzaron su nueva producción discográfica titulada De sangre norteña. Además, lanzaron su reality show a través de YouTube. El proceso de grabación se compartió en sus plataformas.
Los integrantes también grabaron el himno al Mundial de Fútbol 2010, en apoyo a la selección mexicana y que lleva por título “Paz, Amor y Fútbol”. Dieron tres conciertos en Argentina.

#### Embajadores de Pronósticos
Los integrantes de Bronco cambian su suerte y se convierten en embajadores de Pronósticos Deportivos, por lo que regresan a las 1200 salas de cine de todo el País para apoyar la campaña Juégatela con México.

### 2012
El 12 de febrero Erick Garza, exintegrante de la banda, fue secuestrado y posteriormente asesinado por narcotraficantes que pedían dinero por su rescate. Su cuerpo fue encontrado la colonia Villas del Poniente con un disparo en la cabeza. El 30 de septiembre José Luis Villarreal "Choche" falleció a causa de su enfermedad que le impedía viajar y estar con el grupo.

### Gira Europea 2014
El grupo realizó una gira por distintos países de la Unión Europea.

### 2015
Bronco inició en 2015 su sencillo más reciente "Eso me gusta" el cual fue un tema inédito contando con un éxito desde su lanzamiento en septiembre de 2014. La canción logro entrar a la lista Top Latin Songs - Oldies EUA de Monitor Latino donde han permanecido 6 semanas y ocupan la primera posición.

### 2019: La serie biográfica
En 2019 la cadena de televisión TNT lanzó una serie de 13 capítulos que narra la historia del grupo, basándose en el libro Memorias de un corazón Bronco escrito por Guadalupe Esparza.

## Bronco, la película
El 6 de noviembre en Apodaca, Nuevo León se estrenó “Bronco, la película” dirigida por José Luis Urquieta y con la participación de Julio Alemán, Jaime Fernández, Lina Santos, Patricia Rivera, Jorge Luke, Johnny Canales, Juan "El Gallo" Calderón y las actuaciones musicales de Los Barón de Apodaca y Tropical Panamá los integrantes de Bronco como primeros actores la cinta se convirtió en un éxito. En la pantalla grande a raíz de un asalto de Esparza se ve afectado por la muerte de su padre Jaime Fernández y Javier sufre el secuestro de su mujer interpretada por Carmen Cardenal con la ayuda de Ramiro cuyo padre Julio Alemán es el Jefe de la Policía organizan la persecución de los asaltantes. La cinta tuvo locaciones en Monterrey, Nuevo León y Puerto Vallarta.

## Bronco, la historieta
El 14 de noviembre de 1991 salió a la venta la historieta “Sensacional de Bronco”, de Editorial Ejea, con un tiraje semanal de 120 mil ejemplares. Ramiro de galán, Choche en la parte cómica y Javier en asuntos policíacos. Se editaron 42 números y se vendieron alrededor de cinco millones de ejemplares en México. En ese mismo mes graban el vídeo “Déjame Amarte Otra Vez” y el 20 de noviembre se estrena en las salas de cine a nivel nacional la cinta “Bronco”, mientras que en la Unión Americana se realiza el 28. En diciembre presentan en la Ciudad de Vail, Colorado en suelo americano su nueva producción “Salvaje y Tierno” , a cinco semanas de su lanzamiento alcanzó la cifra de más de 200 mil copias vendidas en la Unión Americana por lo que su disquera Fonovisa les entrega discos de Oro y Platino.

## Bronco, la marca
Anunciaron además, una línea de Botas Bronco, distribuida, por la empresa Stallion de León, Guanajuato. Mientras que Marcas de Impacto se alista a distribuir la línea de ropa marca Bronco donde se podía elegir las camisas, pantalones, playeras y chales con la marca del grupo. A finales de mayo rompieron el récord de entradas en el salón Teotihuacán en Acapulco, dejando a miles de personas sin poder entrar, mientras que en el George R. Brown Convention Center de Houston, Texas logró una cantidad de personas nunca antes visto, rompiendo un récord de entradas a nivel mundial. En octubre se convirtieron en el Rey de la feria al presentarse en el Estadio de Béisbol Monterrey, e iniciaron su primera gira por Centro y Sudamérica, visitando El Salvador, Guatemala, Honduras, Ecuador, Bolivia, Argentina y Paraguay.
En Ecuador al llegar al hotel en el que se hospedarían una calle había sido bloqueada por las personas que los esperaban, se presentaron ante más de 12 mil personas en El coliseo Mayor del Deporte del Azuay. En su presentación en Bolivia reunieron cerca de 25 mil personas en el estadio Ramón Tahuichi Aguilera de Santa Cruz, mientras que en Paraguay tuvieron más de 60 mil asistentes, también ocurrió Ciudad de Ñemby, Paraguay. Su compañía disquera registra más de 10 millones de copias vendidas en su carrera hasta ese entonces. Son patrocinados por una marca de pinturas Comex y lanzan su primer calendario del año, mostrando sus coloridos y llamativos vestuarios.
Por iniciativa del comediante Eugenio Derbez lanza una parodia llamada Ronco, con la que acompañó a los integrantes del grupo en algunas de sus presentaciones y el comediante realizó su propia gira a nivel nacional con este proyecto. Llegando “Bronco rompiendo barreras”, álbum lanzado en febrero con temas como “Que no me olvide” acompañados de mariachi, “Amigo con Derecho No”, “La Muñeca Flaca”, de la que se vendieron más de 500 mil copias tan solo en la Unión Americana. El 8 de febrero la compañía disquera Fonovisa de Estados Unidos les entrega disco de oro por 500 mil copias vendidas de “Pura Sangre”. En abril realizan el concierto en Monterrey. En mayo se presenta su producción “Rompiendo Barreras” a los medios de comunicación de Estados Unidos, México y las Antillas en San Juan, Puerto Rico y en septiembre modificaron su imagen de norteños a charros para la realización del video “Que No me Olvide” realizado en Zuazua, Nuevo León.
Con la canción “Sergio El Bailador”, de Guadalupe Esparza, su proyecto se extendió con éxito. Un éxito siguió a otro con los temas “Amigo Bronco”, “Se va”, “Un fin de semana”, “Sed” y “Que no quede huella” colocándose en los primeros lugares de ventas en México y en Estados Unidos, así también en Sudamérica se regraban algunas cumbias del grupo, Rodolfo Aicardi y RA7 regraban en cumbia más de estilo colombiano "Que no quede huella" que se esparciría en esa región y en el año 2020, la peruana Maricarmen Marín también hiciera una versión de esta canción. 
En 1995, después del asesinato de Selena le dedicaron el tema especial llamado "Morena". Dos años después, se desintegró el grupo. Artistas como Paco Barrón y sus Norteños Clan, y Los Nuevos Santa Rosa, dedicaron tributo a la separación del grupo. 
Este grupo volviera a los escenarios años más tarde, con el nombre de “Bronco, el Gigante de América" y más tarde, simplemente como “Bronco", debido a su popularidad por su serie biográfica. 

### Broncoen la cultura popular
El comediante y actor mexicano Eugenio Derbez además de parodiar al grupo llamándolo Ronco y a las letras de sus conocidas canciones en sus primeros programas de humor Al derecho y al Derbez y Derbez en cuando.

## Miembros
Miembros actuales
- José Guadalupe Esparza:  Primera voz y bajo.- (1979-1997 - 2003 - actualidad)
- Javier Cantú: Batería.- (2012 - actualidad)
- José Adán Esparza: Guitarra y bajo sexto segunda voz.- (2012 - actualidad)
- René Guadalupe Esparza: Bajo y tercera voz.- (2012 - actualidad)
- Arsenio Guajardo: Teclados y acordeón.- (2021 - actualidad)

Miembros antiguos
- Ramiro Delgado: Teclados, acordeón y Coros.- (1987-1997-2003-2019)
- Javier Villarreal: Guitarra y segunda voz.- (1979-1997-2003-2011)
- José Luis Villarreal "Choche" (✝): Batería y coros.- (1979-1997-2003-2011)
- Aurelio Esparza: Percusiones.- (1980-1997-2003-2005)
- Erick Garza (✝): Teclados y acordeón.- (1979-1986)
- Ramiro Delgado Jr.: Teclados y acordeón.- (2019-2021)

## Discografía

### ComoBronco
- 1980: Te quiero cada día más
- 1982: Tu prieto
- 1983: Grande de caderas
- 1984: Bailando Jalao
- 1985: Sergio el Bailador 1er disco para Ariola  ML 5317
- 1985: Lo Mejor de Bronco ML 5329
- 1986: ¡Indomable! (último disco de Erick Garza) ML 5349
- 1987: Súper Bronco (primer disco de Ramiro Delgado) ML 5380
- 1988: Un golpe más CAMS 1372
- 1989: A todo galope LMP 0919
- 1990: Amigo Bronco LMP 0930
- 1991: Salvaje y tierno LAN 0955
- 1992: Bronco es Bronco En Vivo! 2LAN 0979
- 1992: Por el mundo LAN 0987
- 1993: Pura sangre
- 1993 En vivo en la Plaza México 2TUT 1411
- 1995: Rompiendo barreras
- 1995: Animal
- 1996: Homenaje a los grandes grupos
- 1997: La última huella
- 1998: Hasta siempre... Bronco El último concierto
- 2017: Primera fila: Bronco
- 2019: Por más (último disco de Ramiro Delgado)
- 2019: Bronco: La serie
- 2021: Acústico en vivo
- 2022: Bienvenida la vida

### Álbumes Recopilatorios
- 1991 : "La serie de los 20 éxitos" CDME 005
- 1997: El super disco de oro: 16 Grandes Éxitos.
- 1998: Sus 16 Grandes éxitos.
- 1999: Grandes éxitos
- 2005: Tesoros de coleccion
- 2009: La historia del gigante de América
- 2011: Tesoros de coleccion: Homenaje a los grandes grupos/Un golpe más/Sergio el bailador Vol. 1
- 2013: Tesoros de coleccion: Amigo Bronco/A todo galope/Pura sangre Vol. 2
- 2018: Tesoros de coleccion: Por el Mundo/Salvaje y tierno/Rompiendo Barreras Vol. 3
- 2021: Tesoros de coleccion: Súper Bronco/Animal/¡Indomable! Vol. 4
- 2022: Tesoros de coleccion: Lo mejor de Bronco/La última huella/La historia del gigante de América Vol. 5

### ComoEl Gigante de América
- 2003: Siempre arriba (primer disco con Aurelio Esparza como integrante oficial del grupo)
- 2004: Sin riendas
- 2004: En vivo desde Houston
- 2005: Por ti (último disco de Aurelio Esparza)
- 2006: Huella digital (Último disco en BMG)
- 2007: Más Broncos que nunca (1.er disco en Fonovisa)
- 2008: Sin fronteras en Vivo
- 2009: El mundo no se detiene
- 2010: De sangre norteña (último disco en Fonovisa) (último disco con Javier Villarreal & José Luis Villarreal "Choche")
- 2012: Por siempre tuyo
- 2013: Por puro gusto
- 2014: En vivo desde Monterrey Vol. 1
- 2015: En vivo desde Monterrey Vol. 2
- 2015: Indestructible (último disco como El Gigante de América)

### Colaboraciones
- 1992 "Adoro" a dueto con Armando Manzanero
- 1991 "Déjame Amarte Otra Vez" y "Hazme Soñar" a dueto con el Mariachi Vargas de Tecalitlán
- 1994 "Ojos que han llorado", "Que No Me Olvide" y "Que No Me Entere Jamás" a dueto con el Mariachi Vargas de Tecalitlán
- 2004 "Señor mesero" con Paul Yester (Gustavo Munguía) de La hora pico (invitado en el vídeo)
- 2007 "Volar sin alas" a dueto con Jimena
- 2005 "Un amor entre dos" a dueto con Don Francisco
- 2014 "Que no quede huella / Como Me Duele Amor" a dueto con  La Mafia
- 2016 "La cima del cielo" a dueto con Ricardo Montaner
- 2017 "El corrido de Miguel Rivera" como banda sonora de la película Coco
- 2017 "Corazón duro" a dueto con La Beriso
- 2019 "Quién te cantará" a dueto con Mocedades
- 2020 "Mi corazón" a dueto con Ana Bárbara
- 2020 "El radio está tocando tu canción" a dueto con Leo Dan
- 2020 "Soñé" para el álbum tributo "Zoé Reversiones"
- 2021  "Sergio el bailador" a dueto con Grupo La Mira
- 2021 "Eslabón por eslabón" a dueto con Los Invasores de Nuevo León
- 2021 "El muñeco" a dueto con  Liberación
- 2022 "No se me quitó lo macho" a dueto con El Mimoso Luis Antonio López
- 2022 "Oro" a dueto con Los Auténticos Decadentes y Tokyo Ska Paradise Orchestra
- 2022 "Ni Tu Amigo, Ni Tu Amante" a dueto con Los Yonic's (última colaboración que realizó José Manuel Zamacona (vocalista) antes de fallecer)

## Filmografía
- Bronco: La película (1991)
- Tú y yo (1996) - Ellos mismos[3]
- Dos mujeres, un camino (1993-1994) - Ellos mismos[4]
- El Baile (1999) - (Solo participan Lupe y Choche)
- Bronco: La serie (2019) - (Cameo de Lupe, como Cargador)[5]